# Leucochroma
Leucochroma é um gênero de mariposa pertencente à família Crambidae.